# 깽
깽(태국어: แกง)은 태국의 국물 음식이다. 쌀밥과 함께 먹는다. 태국식 커리(泰國式curry)라고도 불리지만, 남아시아식 커리와는 사용하는 재료와 조리 방식이 다르며, 걸쭉하지 않아 국물을 떠먹을 수 있는 경우가 많다.
깽의 주재료는 여러 가지 향신료와 향신채에 까삐(새우장)나 남 쁠라(어장) 등 장을 첨가해 만든 커리 페이스트이며, 태국에서 남아시아식 커리는 "까리(กะหรี่)"로 불려 "깽"과 구분된다. 깽에는 커리 페이스트 이외에 코코넛 밀크나 물, 고기, 해산물, 허브, 채소, 과일 등이 들어간다.

## 이름
태국어 "깽(แกง)"의 어원은 중국어 "겅(羹)"의 중고 한어 발음인 /kˠæŋ/이다. 동원어로 라오스어 "깽(ແກງ)이 있다.

## 종류
- 깽 까리(옐로 커리)
- 깽 맛사만(맛사만 커리)
- 깽 빠
- 깽 솜
- 깽 캐
- 깽 키아오 완(그린 커리)
- 깽 펫(레드 커리)
- 카오 소이
- 파냉

## 같이 보기
- 끄르엉
- 마삭 르막
- 뿌 팟 퐁 까리